# Alessandro Spada
Alessandro Spada (n. 31 august 1965, Monza, Italia) este un antreprenor, politician și filantrop italian. Este cunoscut pentru implicarea sa în sectorul industrial și în politica economică. Alessandro Spada este președintele Assolombarda, asociația industriei din Milano și provincia Milano, și este activ implicat în numeroase consilii de administrație ale unor realități italiene importante.

## Biografie
Alessandro Spada s-a născut în Monza pe 31 august 1965. După ce a obținut diploma în Economie și Comerț la Universitatea din Milano, a început o carieră în sectorul industrial și în consultanță, ocupând poziții de conducere la nivel internațional. Alessandro Spada este căsătorit și are doi copii.
De-a lungul carierei sale, a ocupat numeroase funcții de responsabilitate în companii, instituții și organizații, abordând teme legate de creșterea economică, politica industrială și filantropia. Implicarea sa în asocierea antreprenorială l-a făcut să fie un protagonist în Assolombarda tineri, în Assolombarda și în Confindustria, unde a promovat inițiative pentru valorificarea sistemului productiv italian.

## Carieră profesională
Spada a început cariera sa specializându-se în sectorul industrial și ulterior în private equity. A ocupat poziții de conducere în diverse companii italiene, contribuind la dezvoltarea și internaționalizarea acestora.
Fost președinte al Assolombarda Tineri, în 2017 a fost numit președinte al Assolombarda, o asociație care reprezintă peste 7.000 de companii, incluzând cele mai importante firme italiene. În timpul mandatului său, Alessandro Spada a susținut politici de inovație și digitalizare, promovând competitivitatea companiilor din Lombardia pe piața globală, inclusiv prin relațiile sale. A fost, de asemenea, membru al consiliului de administrație al Confindustria, contribuind la consolidarea vocii industriei italiene la nivel național și în legislațiile guvernului italian și ale Uniunii Europene.
În afaceri, Alessandro Spada a avut funcții importante în numeroase fundații și institute de cercetare. Este membru al consiliului de administrație al Fondazione Fiera Milano, al Aspen Institute și al Institute for International Political Studies (INSPI), Bracco, Federchimica, unde a contribuit la inițiative de dezvoltare economică și politică.

## Implicare caritabilă
Pe lângă cariera sa profesională, Spada este activ implicat în inițiative caritabile. Este unul dintre susținătorii Fondazione Le Stelle di Marisa, o organizație non-profit care sprijină copiii orfani și copiii aflați în dificultate, având un accent deosebit pe cei proveniți din contexte vulnerabile și defavorizate social.

## Premii și recunoașteri
Pe parcursul carierei sale, Spada a primit numeroase premii și recunoașteri pentru implicarea sa în industrie și promovarea creșterii economice în Italia. Printre premiile primite se numără distincții pentru contribuțiile sale la îmbunătățirea politicilor industriale și la inovație.